# Federala demokratiska unionen
Federala demokratiska unionen, FDU (tyska: Eidgenössisch-Demokratischen Union, rätoromanska: Uniun Democrata Federala) är ett värdekonservativt och evangeliskt politiskt parti i Schweiz.
FDU har ett säte i landets nationalråd.  Den platsen innehas av Andreas Gafner som 2019 valdes in på ett utjämningsmandat i kantonen Bern, genom valsamverkan med ett flertal småpartier: Schweizer Demokraten, JUTZIPhilipp.com, Die Musketiere, Menschen mit Zukunft sagen 5G ade!, Partei der unbegrenzten Möglichkeiten och Landliste.
I juli 2008 startade FDU och det Schweiziska folkpartiet en kampanj för minaretförbud i Schweiz. 
Man samlade in 100 000 namnunderskrifter och drev igenom en folkomröstning året därpå som resulterade i att Schweiz som första land i världen förbjöd minareter.  
2024 drev FDU igenom en folkomröstning i Basel i avsikt att stoppa kantonens ekonomiska garantier för genomförandet av Eurovision Song Contest 2025 som man dels såg som ekonomiskt slöseri, dels som en bärare av ”ideologiska provokationer som står i tydlig kontrast till västerländska judisk-kristna värderingar”. 